# Bagarius suchus
Bagarius suchus es una especie de peces de la familia Sisoridae en el orden de los Siluriformes.

## Morfología
Los machos pueden llegar alcanzar los 70 cm de longitud total.
Número de  vértebras: 40-42.

## Alimentación
Come peces hueso.

## Hábitat
Es un pez de agua dulce y de clima tropical.

## Distribución geográfica
Se encuentran en Asia:  cuencas de los ríos Chao Phraya y Mekong.

## Uso comercial
Es vendido fresco a nivel local.